# Narewka (gemeente)
De gemeente Narewka is een landgemeente in het Poolse woiwodschap Podlachië, in powiat Hajnowski.
De zetel van de gemeente is in Narewka.
Op 30 juni 2004 telde de gemeente 4097 inwoners.

## Oppervlakte gegevens
In 2002 bedroeg de totale oppervlakte van gemeente Narewka 339,48 km², waarvan:
- agrarisch gebied: 25%
- bossen: 65%

De gemeente beslaat 20,91% van de totale oppervlakte van de powiat.

## Demografie
Stand op 30 juni 2004:
| Omschrijving                   | Totaal | Totaal | Vrouwen | Vrouwen | Mannen | Mannen |
| ------------------------------ | ------ | ------ | ------- | ------- | ------ | ------ |
| eenheid                        | aantal | %      | aantal  | %       | aantal | %      |
| inwoners                       | 4097   | 100    | 2003    | 48,9    | 2094   | 51,1   |
| bevolkingsdichtheid (inw./km²) | 12,1   | 12,1   | 5,9     | 5,9     | 6,2    | 6,2    |

In 2002 bedroeg het gemiddelde inkomen per inwoner 1720,92 zł.

## Plaatsen
Babia Góra, Baczyńscy, Bazylowe, Bernacki Most, Bielscy, Bokowe, Borowe, Chomińszczyzna, Cieremki, Dąbrowa, Eliaszuki, Gnilec, Grodzisk, Gruszki, Guszczewina, Janowo, Kapitańszczyzna, Kasjany, Kordon, Krynica, Leśna, Ludwinowo, Łańczyno, Łozowe, Łuka, Maruszka, Michnówka, Mikłaszewo, Minkówka, Mostki, Narewka, Nowe Lewkowo, Nowe Masiewo, Nowiny, Ochrymy, Olchówka, Osowe, Pasieki, Planta, Podlewkowie, Połymie, Porosłe, Pręty, Siemianówka, Siemieniakowszczyzna, Skupowo, Słobódka, Stare Lewkowo, Stare Masiewo, Stoczek, Suszczy Borek, Świnoroje, Tarnopol, Zabłotczyzna, Zabrody, Zamosze.

## Aangrenzende gemeenten
Białowieża (in het zuiden), Hajnówka (od południowego zachodu), Narew (od północnego zachodu), Michałowo (od północnego wschodu). in het oosten gmina sąsiaduje z Republiką Białoruś.